# Marinara Costa
Marinara Costa (Caicó, 2 de julho de 1968) é uma atriz e política brasileira.
Musa dos anos 90, foi seis capas de revista masculina, sendo quatro vezes para a Playboy.

## Carreira
Se tornou nacionalmente conhecida no ano de 1992, quando foi capa de dezembro da revista Playboy com o título "A Mulher do Fernando Vannucci" e em 1993 estrelou a capa da Sexy com o título "O Segredo da Mulher Bala".
A partir de sua candidatura a deputada federal pelo Partido Liberal no Rio de Janeiro, em 2002, Marinara selou de vez seu interesse pela vida política. No seu passado fez diversos programas televisivos e foi capa de diversas revistas de grande circulação nacional. Antes disso, foi conhecida como "Marinara Explode Coração", usado durante o tempo em que integrava o grupo do cantor e compositor Fausto Fawcett.
Em 2004, encenou com Sheila Mello a peça "Dois quartos de motel".
Trabalhou como policial civil na Assembleia Legislativa do Rio.
Tornou-se cristã e hoje Marinara diz que não vive títulos ou religiões, mas vive e professa o seu relacionamento com Deus.

### Televisão
- 1993 - Sex Appeal - Rede Globo - Bete
- 1994 - Você Decide - Rede Globo - A Missão
- 1999 - Malhação  - Rede Globo - Milena
- 1999 - Sai de Baixo - Rede Globo - Episódio As Aparências Desenganam com Tete
- 2010 - Boladas - Apresentadora

### Revistas
Dentre as inúmeras capas de revistas, Marinara foi estrela da capa das seguintes revistas masculinas:
- Revista Playboy - Dezembro de 1992
- Revista Sexy - Maio de 1993